# Jesús Pérez (cyclisme)
Pour les articles homonymes, voir Jesús Pérez et Pérez.
Jesús Maria Pérez Silva est un coureur cycliste vénézuélien né le 15 juillet 1984. Il a évolué au sein de l'équipe  Cinelli-OPD.

## Palmarès
- 2003
  - 11e étape du Tour du Venezuela
- 2005
  - 2e étape du Tour du Venezuela
  - 2e étape du Tour du Zulia
  - 3e du Tour du Zulia
- 2006
  - 1re et 2e étapes du Tour du Táchira
  - 4e étape du Tour du Paraná
  - 1re et 3e étapes du Tour du Zulia
  - 2e du Tour du Zulia
- 2007
  - 5e étape du Tour de Madrid
  - 5e étape du Tour du Venezuela
  - 3e et 4ea étapes du Tour du Zulia
  - 2e du Tour du Zulia
- 2008
  - 6eb étape du Tour du Maroc
  - 10e étape du Tour du Venezuela
  - 6e étape du Tour du Zulia
- 2009
  - 12e étape du Tour du Venezuela
  - 2e du championnat du Venezuela de cyclisme
- 2010
  - 9e étape du Tour du Venezuela
  - 6e étape du Tour du Zulia
  - 3e du Tour du Zulia
- 2011
  - 2e étape du Tour du Zulia
  - 2e du Tour du Zulia
- 2013
  - 1re, 5e et 10e étapes du Tour du Venezuela
  - 5e étape du Tour du Zulia
- 2014
  - 5e étape du Tour du Trujillo
  - Tour du Zulia :
    - Classement général
    - 1re, 2e et 4e étapes
- 2015
  - 1re étape du Tour du Venezuela
  - 1re, 4e et 5e étapes du Tour du Zulia

## Classements mondiaux
| Année            | 2005 | 2006 | 2007 | 2008 | 2009 | 2010 | 2011 | 2012 | 2013 | 2014 | 2015 |
| ---------------- | ---- | ---- | ---- | ---- | ---- | ---- | ---- | ---- | ---- | ---- | ---- |
| UCI Africa Tour  |      |      |      | 137e |      |      |      |      |      |      |      |
| UCI America Tour | 143e | 65e  | 99e  | 254e | 145e | 127e | 124e | 216e | 103e | 357e | 122e |
| UCI Europe Tour  |      |      | 967e |      |      |      |      |      |      |      |      |